# Point col
Pour les articles homonymes, voir col.

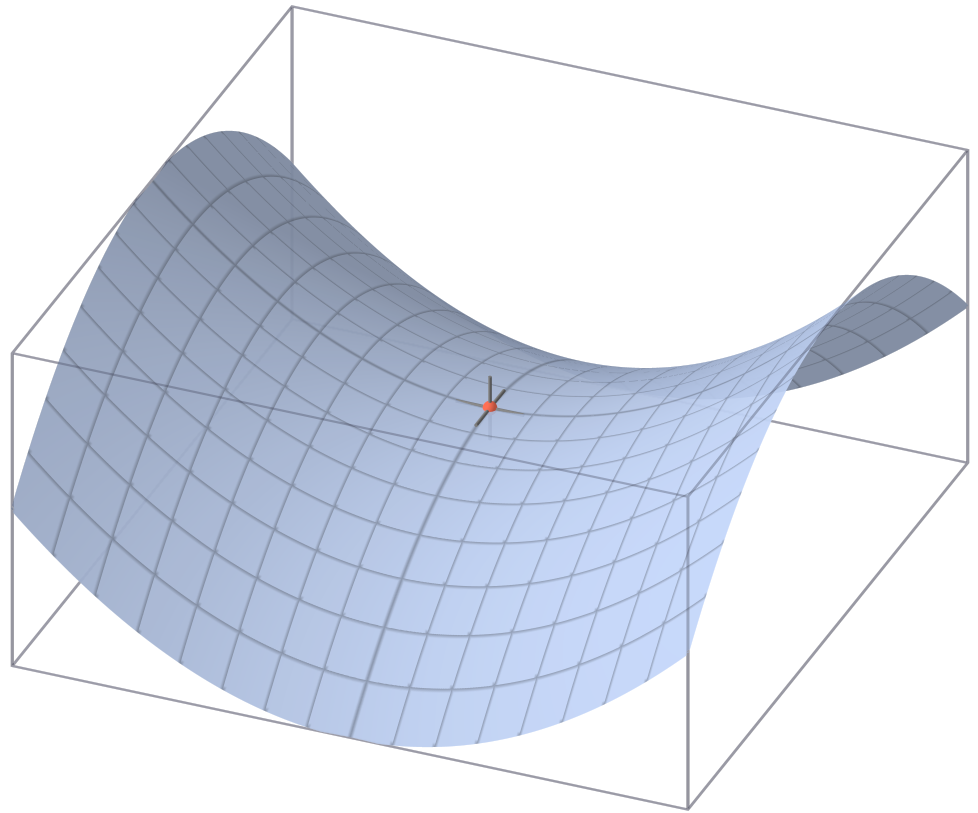
Sur le graphe de la fonction, le point en rouge (0;0;0) est associé à l'unique point-selle (0;0) de cette fonction.

En mathématiques, un point col ou point-selle (en anglais : saddle point) d'une fonction f définie sur un produit cartésien X × Y de deux ensembles X et Y est un point {\displaystyle ({\bar {x}},{\bar {y}})\in X\times Y} tel que :
- {\displaystyle y\mapsto f({\bar {x}},y)} atteint un maximum en {\displaystyle {\bar {y}}} sur Y ;
- et {\displaystyle x\mapsto f(x,{\bar {y}})} atteint un minimum en {\displaystyle {\bar {x}}} sur X.

Certains auteurs inversent les maximum et minimum ({\displaystyle f({\bar {x}},\cdot )} a un minimum en {\displaystyle {\bar {y}}} et {\displaystyle f(\cdot ,{\bar {y}})} a un maximum en {\displaystyle {\bar {x}}}), mais cela ne modifie pas qualitativement les résultats (on peut revenir au cas présent par un changement de variables).
Le terme point-selle fait référence à la forme de selle de cheval que prend le graphe de la fonction lorsque X et Y sont des intervalles de {\displaystyle \mathbb {R} }. Le terme de  point col, renvoie, quant à lui,  à l'image du col de montagne. Dans (au moins) une direction, le point-col est un point de maximum (pour passer d'une vallée à l'autre) et dans (au moins) une autre direction, c'est un point de minimum (pour passer d'une montagne à l'autre).
La notion de point col ou point-selle intervient :
- en optimisation, comme concept permettant d'énoncer des conditions assurant l'existence de solution primale-duale ;
- en théorie des jeux ;
- pour déterminer des solutions particulières de certaines équations qui ne sont pas des minima ou des maxima de fonctionnelle d'énergie.
- en théorie analytique des nombres, pour obtenir des estimations uniformes de certaines fonctions de comptage d'entiers.

## Définition
Voici une définition assez générale de la notion de point-selle d'une fonction définie sur un produit cartésien d'ensembles. Aucune structure n'est requise sur ces ensembles. La fonction doit par contre prendre ses valeurs dans l'ensemble des réels {\displaystyle \mathbb {R} } (ou plus généralement dans la droite réelle achevée {\displaystyle {\bar {\mathbb {R} }}}).
Point-selle — Soient X et Y deux ensembles et {\displaystyle f:X\times Y\to {\bar {\mathbb {R} }}} une fonction pouvant prendre les valeurs {\displaystyle \pm \infty }. On dit que {\displaystyle ({\bar {x}},{\bar {y}})\in X\times Y} est un point-selle de f sur X × Y si
{\displaystyle \forall \,(x,y)\in X\times Y:\qquad f({\bar {x}},y)\leqslant f({\bar {x}},{\bar {y}})\leqslant f(x,{\bar {y}}).}
Dans les
conditions ci-dessus, {\displaystyle f({\bar {x}},{\bar {y}})} est appelée la valeur-selle de f.
Autrement dit, {\displaystyle y\mapsto f({\bar {x}},y)} atteint un maximum en {\displaystyle {\bar {y}}} sur Y et {\displaystyle x\mapsto f(x,{\bar {y}})} atteint un minimum en {\displaystyle {\bar {x}}} sur X. Rien n'est requis en dehors de la croix {\displaystyle (\{{\bar {x}}\}\times Y)\cup (X\times \{{\bar {y}}\})}, si bien que l'image de la selle ou du col peut être trompeuse comme lorsque {\displaystyle f:\mathbb {R} ^{2}\to \mathbb {R} } est définie par f(x,y)=x2y2 (tous les points de l'axe des ordonnées sont des points-selles).
On pourra souvent se ramener à la définition précédente par un changement de variable. Par exemple, le point {\displaystyle (0,0)\in \mathbb {R} ^{2}} n'est pas un point-selle de la fonction {\displaystyle (x,y)\in \mathbb {R} ^{2}\mapsto xy+(x^{3}+y^{3})}, au sens de la définition ci-dessus, mais le devient localement après le changement de variable {\displaystyle {\tilde {x}}=x+y} et {\displaystyle {\tilde {y}}=x-y}.

## Résultat d'existence
Le résultat d'existence de point-selle ci-dessous rappelle celui de Weierstrass sur l'existence d'un minimiseur de fonction, mais requiert une hypothèse de convexité-concavité de f. Sans cette dernière hypothèse, pas de point-selle garanti comme le montre l'exemple de la fonction
{\displaystyle f(x,y)=x^{2}+y^{2},~~{\mbox{sur}}~[-1,1]\times [-1,1].}
Existence de point-selle — Supposons que X et Y soient des convexes compacts non vides d'espaces vectoriels de dimension finie et que
- pour tout y ∈ Y, f(•,y) est convexe semi-continue inférieurement,
- pour tout x ∈ X, f(x,•) est concave semi-continue supérieurement.

Alors f a un point-selle dans X × Y.
Ce résultat généralise l'identité de von Neumann qui traite du cas où f est bilinéaire et les ensembles X et Y sont des simplexes de dimension finie.

## Propriétés
Le résultat suivant est fondamental dans la théorie de la dualité en optimisation, dans laquelle on
définit un problème primal par
{\displaystyle (P)\quad \inf _{x\in X}\,\sup _{y\in Y}\,f(x,y)}
et le problème dual associé par
{\displaystyle (D)\quad \sup _{y\in Y}\,\inf _{x\in X}\,f(x,y).}
On dit alors qu'il n'y a pas de saut de dualité si
{\displaystyle \sup _{y\in Y}\,\inf _{x\in X}\,f(x,y)=\inf _{x\in X}\,\sup _{y\in Y}\,f(x,y),}
l'inégalité ≤ dite de dualité faible étant toujours garantie.
Caractérisation des points-selles — Un couple de points {\displaystyle ({\bar {x}},{\bar {y}})\in X\times Y} est un point-selle de f sur X × Y si, et seulement si, {\displaystyle {\bar {x}}} est solution du problème primal (P), {\displaystyle {\bar {y}}} est solution du problème dual (D) et il n'y a pas de saut de dualité.
L'ensemble des points-selles d'une fonction {\displaystyle f:X\times Y\to {\bar {\mathbb {R} }}} a une structure très particulière, comme le montre le résultat suivant : c'est un produit cartésien. On y a noté Sol(P) l'ensemble des solutions du problème primal (P) et Sol(D) l'ensemble des solutions du problème dual (D).
Produit cartésien des points-selles — Supposons que la fonction {\displaystyle f:X\times Y\to {\bar {\mathbb {R} }}} ait un point-selle. Alors
1. l'ensemble des points-selles de f est le produit cartésien Sol(P) × Sol(D),
2. la fonction f prend une valeur constante sur Sol(P) × Sol(D), disons {\displaystyle {\bar {f}}},
3. on a
{\displaystyle {\begin{array}{c}\operatorname {Sol} (P)=\bigcap _{y\in Y}\{x\in X:f(x,y)\leqslant {\bar {f}}\}\\\operatorname {Sol} (D)=\bigcap _{x\in X}\{y\in Y:f(x,y)\geqslant {\bar {f}}\}.\end{array}}}

## Point-selle en calcul différentiel

### Utilisation de la hessienne
Pour déterminer si un point critique d'une fonction de classe C2 de n variables à valeurs réelles f(x1,...,xn) est un point-selle on calcule la matrice hessienne en ce point. Si la forme quadratique définie par la hessienne est non dégénérée et de type (p,q) avec p > 0, q > 0 (ce qui, pour n=2, revient à dire que le déterminant de la matrice hessienne est strictement négatif), on a un point-selle après changement et regroupement des variables (selon le lemme de Morse). 
Par exemple, le gradient et la hessienne de la fonction f(x,y)=x2-y2 s'écrivent
{\displaystyle \nabla f(x,y)={\begin{pmatrix}2x\\-2y\end{pmatrix}}\qquad {\mbox{et}}\qquad \nabla ^{2}f(x,y)={\begin{pmatrix}2&0\\0&-2\end{pmatrix}}.}
Le gradient est donc nul en (0;0) (c'est un point critique) et la hessienne a une valeur propre strictement positive (2) et une valeur propre strictement négative (-2). Par conséquent, (0;0) est un point-selle.
Ce critère ne donne pas de condition nécessaire : pour la fonction {\displaystyle (x,y)\mapsto f(x,y)=x^{4}-y^{4}}, le point (0;0) est un point-selle mais la hessienne en ce point est la matrice nulle. Donc la hessienne n'a pas de valeur propre strictement positive et négative.

### Note
1. ↑  Voir Maurice Sion (1958) et le théorème 1.1 chez Brezis (1973).